# Fría como el viento
"Fría como el viento" es una balada escrita, producida y arreglada por Juan Carlos Calderón e interpretada por el cantante mexicano Luis Miguel. Fue lanzado como el primer sencillo del sexto álbum de estudio nominado al Grammy Busca una mujer (1988). La canción se convirtió en el tercer sencillo número uno para el cantante en la lista Billboard Hot Latin Tracks después de "Ahora te puedes marchar" en 1987 y "La incondicional", el sencillo anterior. 
La canción ha sido interpretada por el cantante en giras promocionales, principalmente en medleys junto con canciones de su repertorio de la década de los 80's.

## Historial de la canción
Lanzado como el tercer sencillo del álbum de estudio de Luis Miguel Busca Una Mujer , "Fría Como el Viento" se convirtió en una canción muy exitosa y se incluyó en la lista de canciones para su 20 Años Tour en 1990. Cinco años más tarde, durante sus presentaciones en vivo en Auditorio Nacional en la Ciudad de México , la canción fue presentada en un popurrí junto a "Yo Que No Vivo Sin Ti", "Culpable O No", "Más Allá de Todo", "Entrégate", "Tengo Todo Excepto a Ti", y " La Incondicional ". Este popurrí fue incluido más tarde en su álbum El Concierto. En 2005, la canción se incluyó en el álbum recopilatorio Grandes Éxitos . Hubo rumores sobre la regrabación de esta canción a dúo con la cantante mexicana Paulina Rubio o la intérprete chilena Myriam Hernández . Sin embargo, esta grabación nunca se realizó ya que se anunció que el siguiente álbum de Miguel, Cómplices (2008), sería su primer álbum de larga duración escrito y producido por el cantautor español Manuel Alejandro. Una versión en portugués titulada "Fría Como O Vento" se incluyó en la edición brasileña del álbum Busca una mujer y fue publicada como lado B del sencillo A Incondicional (versión en portugués de La incondicional) en Brasil, otra versión en inglés titulada "We Are In a Vision" estaba planeada para ser publicada como segundo sencillo de la edición en inglés del álbum 20 años  en 1990 para Estados Unidos y Reino Unido, pero tras el fracaso comercial del primer sencillo Before The Dawn el lanzamiento fue cancelado, actualmente esta versión está disponible únicamente en canales de internet como YouTube.
Sirvió como cortina musical de la telenovela venezolana Amanda Sabater, producida y emitida por Radio Caracas Televisión en 1989.

## Rendimiento del gráfico
La canción debutó en la lista Billboard Hot Latin Tracks en el número 27 en la semana del 2 de septiembre de 1989, subiendo entre las diez primeras cuatro semanas después. "Fría como el viento" alcanzó su punto máximo en el número 1 el 21 de octubre de 1989, en su octava semana, ocupando esta posición durante dos semanas consecutivas, reemplazando "Si Voy a perderte" por cantautora cubano-estadounidense Gloria Estefan y siendo reemplazada por Chayanne con "Fuiste un trozo de hielo en la escarcha". Dos semanas más tarde, la canción alcanzó el primer puesto para un segundo cuadro, siendo sucedido una semana más tarde por Chayanne.

### Sucesión en las listas
| Predecesor: Si voy a perderte de Gloria Estefan                 | U.S. Billboard Hot Latin Tracks — Sencillo N.º. 1 (Primera vuelta) 21 de octubre de 1989 - 3 de noviembre de 1989    | Sucesor: Fuiste un trozo de hielo en la escarcha de Chayanne |
| Predecesor: Fuiste un trozo de hielo en la escarcha de Chayanne | U.S. Billboard Hot Latin Tracks — Sencillo N.º. 1 (Segunda vuelta) 11 de noviembre de 1989 - 17 de noviembre de 1989 | Sucesor: Fuiste un trozo de hielo en la escarcha de Chayanne |

## Créditos y personal
- Arreglos: Juan Carlos Calderón
- Teclados: Randy Kerber y Juan Carlos Calderón
- Bajo: Dennis Belfield
- Batería: John Robinson
- Guitarras: Paul Jackson, Jr. y Buzz Feiten
- Cuerdas: Conjunto de Cuerdas de Madrid

- Datos: Q5506741